# NRM (ген)
NRM (англ. Nurim) – білок, який кодується однойменним геном, розташованим у людей на 6-й хромосомі. Довжина поліпептидного ланцюга білка становить 262 амінокислот, а молекулярна маса — 29 379.
| 10         |  | 20         |  | 30         |  | 40         |  | 50         |
| ---------- |  | ---------- |  | ---------- |  | ---------- |  | ---------- |
| MAPALLLIPA |  | ALASFILAFG |  | TGVEFVRFTS |  | LRPLLGGIPE |  | SGGPDARQGW |
| LAALQDRSIL |  | APLAWDLGLL |  | LLFVGQHSLM |  | AAERVKAWTS |  | RYFGVLQRSL |
| YVACTALALQ |  | LVMRYWEPIP |  | KGPVLWEARA |  | EPWATWVPLL |  | CFVLHVISWL |
| LIFSILLVFD |  | YAELMGLKQV |  | YYHVLGLGEP |  | LALKSPRALR |  | LFSHLRHPVC |
| VELLTVLWVV |  | PTLGTDRLLL |  | AFLLTLYLGL |  | AHGLDQQDLR |  | YLRAQLQRKL |
| HLLSRPQDGE |  | AE         |  |            |  |            |  |            |

A: Аланін

C: Цистеїн

D: Аспарагінова кислота

E: Глутамінова кислота

F: Фенілаланін

G: Гліцин

H: Гістидин

I: Ізолейцин

K: Лізин

L: Лейцин

M: Метіонін

P: Пролін

Q: Глутамін

R: Аргінін

S: Серин

T: Треонін

V: Валін

W: Триптофан

Задіяний у такому біологічному процесі, як альтернативний сплайсинг. 
Локалізований у ядрі, мембрані.